# 法国广播电台

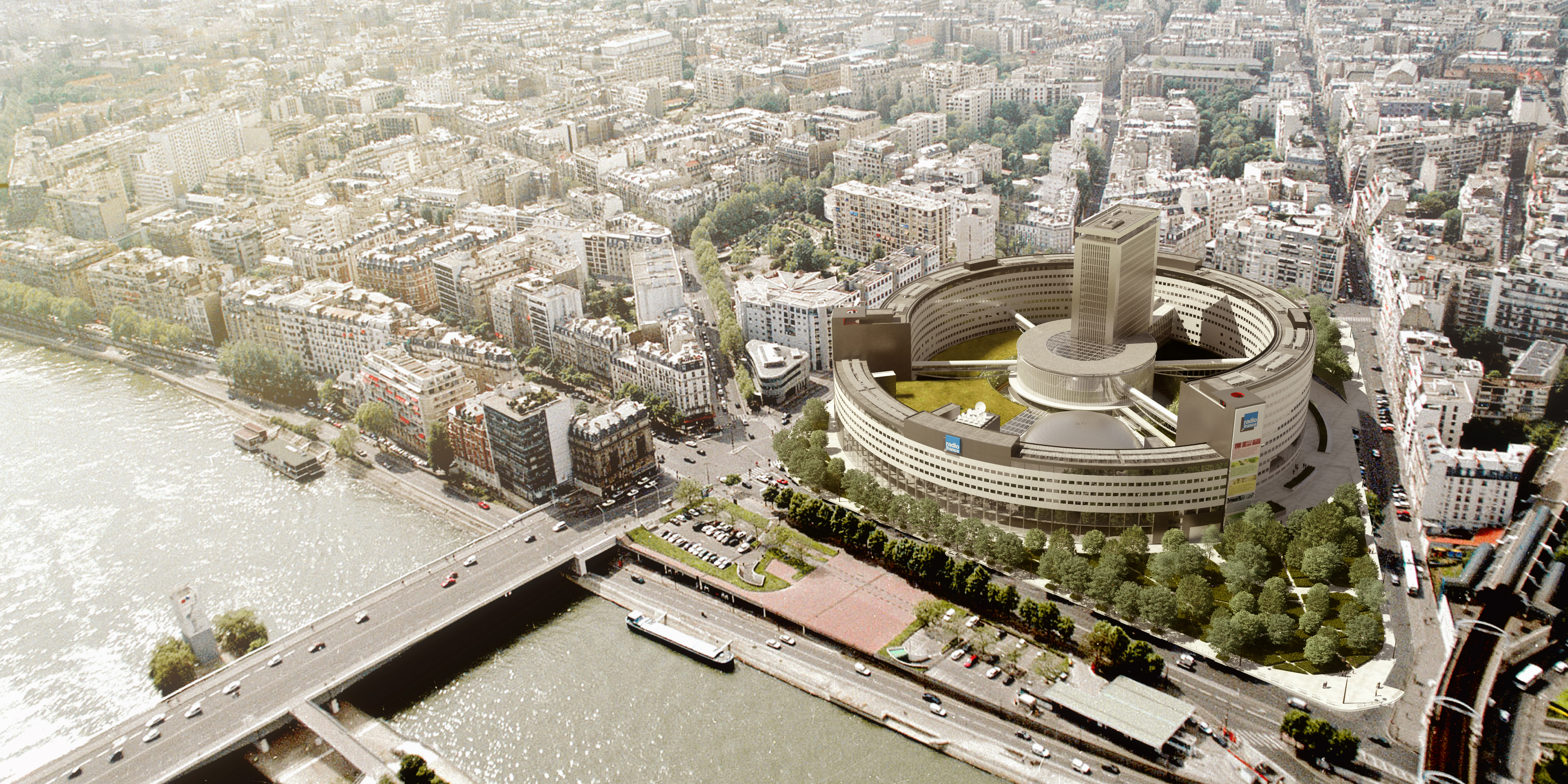
法国广播电台总部。

法国广播电台（法語：Radio France）是法国政府拥有的一家公共广播电台。电台成立于1975年1月1日，管理法国本土的公共广播电台，若干音乐团体，以及一间唱片公司。

## 历史

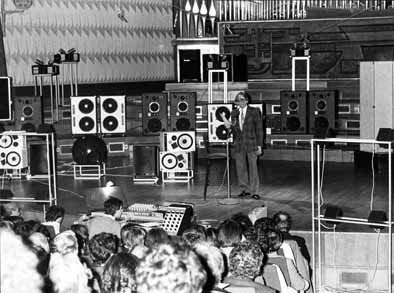
1974年，于法国广播电台大楼进行的Acousmonium声音扩散系统说明会

1975年1月1日，应74-696号法案生效，法国广播电台自法國國家廣播電視分拆成立。

### 第74-696号法案与法国广播电台
第74-696号法案于1974年8月7日出台，将法国广播协会拆分为7家运营实体：法国广播电台，三家电视节目公司TF1，A2和FR3，法国制作公司，公共广播信号发射机构 TéléDiffusion de France 和法国国立视听研究院。不过，各运营实体的垄断地位事实上得以保留，并由总理直接监管。分拆后，法国广播电台受委托对法国广播协会拥有的的全部公共广播的频道资源进行管理和发展，而法国本土的地区广播中心和海外领土的广播中心则委托给FR3管理。这一分拆于1975年1月6日结束。
法国广播电台保留了ORTF时代的广播频道名称（France Inter, France Culture, France Musique, FIP），并基于原ORTF海外及合作事务部创建了法国国际广播电台。

### 后续发展
1980年，鉴于20世纪70年代中期地下电台的泛滥、法国广播电台的垄断即将终结的预期、弗朗索瓦·密特朗可能成为法国总统的可能、以及表明法国广播电台可以管理地区电台的能力，时任总干事杰奎琳·鲍德里埃（Jacqueline Baudrier）成立了三个地区广播：France Bleu Nord, France Bleu Mayenne，和 Melun FM，及两个目标收听人群广播：面向年轻人的Radio 7和面向老年人的France Bleu。
1981年密特朗就任法国总统后，开始改革广播电视事业，允许私人开设广播电台和电视台。同时把国营的广播电视机构从国家机关分离出来，并赋予其一定的独立性。1982年7月29日，第82-652号法案取消了视听传播方面的国家垄断。随后，1982年9月17日的第82-792号法令宣告法国广播电台由总理监督改为由最高视听管理委员会监督。最高视听管理委员会负责制定规范，监督竞争，并任命法国广播电台负责人。该法令同时决定，1983年1月1日，29个地区电台中心的管理者从FR3转为法国广播电台，而9个海外电台则交由法国海外广播电视台管理。同样，法国国际广播电台通过成为法国广播电台的子公司获得了自主权。
1986年9月30日，关注通信自由的第86-1067号法案使法国国际广播电台自1987年成为法国广播电台的独立公司。同年，法国广播电台关闭了Radio 7，并通过原电台的技术资源、工作人员及相关预算，创建了法国第一个24小时新闻广播频道，France Info。电台每半小时播报一次新闻，拥有专题节目并关注新闻事件的发展。
1989年，视听高级委员会成立，负责管理法国电视台和法国广播电台，进一步扩大了电视台和广播电台的自由度。
1989年3月，法国广播电台遭受了史上最长罢工，随后，Jean Maheu 成为法国广播电台的总裁兼首席执行官。.
1997年，Radio 7关闭的十年后，法国广播电台再次推出了面向年轻人的Le Mouv'，这一全新数字电台的总部最初坐落于图卢兹,随后于2010年搬到了巴黎。
2000年9月，Plan Bleu电台重整计划出台。原法国广播电台各地区电台频道和原Radio Bleue频道整合为新France Bleu频道网络。FIP频道网络关闭了五个地区频道，其中梅斯和尼斯频道加入France Bleu网络，而里尔、里昂和马赛频道被划拨给Le Mouv'频道网络。
2004年1月27日，各记者劳工协会联合引领的的新一轮罢工爆发，罢工导火索为法国广播电台和法国电视台的工资差异。罢工者要求工资谈判，要求资方尊重1994年签署的工资计划。这一工资计划中提到要对法国电台和法国电视台之间薪资差异进行年度审查。法国广播电台的运营，尤其是France info频道，受到严重影响。2月5日，劳资双方首次谈判破裂。应2月12日补偿系统的出台，罢工于2月13日结束。补偿系统于2005年2月3日由Jean-Paul Cluzel的继任者Jean-Marie Cavada签署。前者于2004年6月离职，以代表法国民主联盟参选2004年欧洲议会议席。应2004年劳资双方达成的协议，新系统引入了NIS（Nouvel instrument salarial，新工资工具）。.
自2010年，France Bleu频道网络逐渐扩张：2010年7月1日France Bleu曼恩频道开播，2011年2月23日France Bleu图卢兹频道开播，2013年1月14日France Bleu圣艾蒂安卢瓦尔河频道开播。
2014年5月，法国电台推出了分享和音乐收听网站RF8。网站分享旗下频道DJ创建并播出过的音乐播放列表。.
2014年10月31日下午12:40左右，法国广播电台大楼八楼发生火灾，然后蔓延到七楼。大楼所属全部频道中断播出近两小时从12:40到14:10）。大火未波及France Bleu频道位于位于曼金将军大道的临时场所，因而直播新闻频道France Info在大楼播出中断期间在此继续直播。
2015年2月2日，Le Mouv'改名为 Mouv'。更名后，频道主打嘻哈和电子乐，目标听众为15至30岁之间的互联网用户。
2015年3月至4月期间，由于财政问题，法国广播电台再次发生罢工，本次罢工持续时间历史上最长，达28天。该集团的赤字为2130万欧元，必须节省约5000万欧元。因而集团推出了自愿离职计划，涉及300至380人的，主要为年长员工。.
在罢工期间，审计法院发布了一份报告，描述了法国广播电台“非常优越”的工作状况。报告特别关注工作量，额外待遇，实物福利，人员过多以及演化成为“集体谈判的核心筹码”的罢工威胁。报告还显示，法国广播电台预算在2006年至2013年的十年间增加了27.5％，员工人数在这一期间增加了18.8％。
2015年10月6日，巴黎商业法院判定法国广播电台犯有对私营广播电台的不公平竞争罪。2016年1月15日，法官指该集团在France Bleu广播中播放全新商业广告，违反先前判决中所签署条约的部分条款。。
2016年9月1日，France Info电视版由法国电视台推出。这个新的新闻频道旨在成为一个全球范围的公共信息媒体平台（电视，广播和互联网）。这个新频道基于法国广播电台的France Info品牌，经验和新闻响应能力而成立。新频道汇集了主要的法国公共媒体集团，网罗了法国电视台，法国广播电台（France Info广播频道），法国Média Monde（法国24）和国家视听研究所的支持。
2017年9月10日，因飓风厄玛和乔斯关系，法国广播电台向法属圣马丁和圣巴泰勒米播出紧急电台。

## 旗下频道，自营实体及联营实体
| 广播服务：负责节目制作和播出                  | 广播服务：负责节目制作和播出                                               | 广播服务：负责节目制作和播出 |
| --------------------------------------------- | -------------------------------------------------------------------------- | ---------------------------- |
| FIP(广播频道)                                 | 多元化音乐频道                                                             |                              |
| France Bleu                                   | 44家地方分台组成的广播网，以地方新闻、音乐及谈话节目为主。                 |                              |
| France Culture                                | 文化艺术频道，也有深度报道节目                                             |                              |
| France Info                                   | 24小时广播新闻频道                                                         |                              |
| France Inter                                  | 综合频道                                                                   |                              |
| France Musique                                | 古典音乐及爵士乐频道                                                       |                              |
| Mouv'                                         | 面向年轻人的流行音乐频道                                                   |                              |
| Sophia                                        | 法国广播电台及各独立广播电台的节目库，对地区广播和互联网广播节目进行存档   |                              |
| 电视服务 : 法国电台拥有Arte France 15％的股份 |                                                                            |                              |
| Arte France                                   | 法国电视节目出版公司                                                       |                              |
| 互联网服务                                    |                                                                            |                              |
| RF8                                           | 在线音乐收听及分享网站，已于2015年关闭                                     |                              |
| 管弦乐队和合唱团：负责管理和团队发展          |                                                                            |                              |
| 法国广播电台音乐会                            |                                                                            |                              |
| 法国国家管弦乐团                              |                                                                            |                              |
| 法国广播爱乐乐团                              |                                                                            |                              |
| 法国广播电台合唱团                            |                                                                            |                              |
| 法国广播电台和声学院                          |                                                                            |                              |
| 日常运营服务                                  |                                                                            |                              |
| 法国广播电台广告组                            | 负责旗下France Inter, France Info, France Bleu频道的广告及营销业务。       |                              |
| 法国广播电台博物馆                            | 法国广播电台博物馆，展出广播及电视的技术发展，以及法国本土的广播及电视发展 |                              |
| 文化节：主办方                                |                                                                            |                              |
| Festival Présences                            | 当代古典音乐音乐节                                                         |                              |
| Festival Présences électronique               | 电声音乐音乐节                                                             |                              |

## 国际合作
2019年11月法国总统马克龙访华期间，法国广播电台与中国爱乐乐团签署了为期三年的合作关系諒解備忘錄。